# Blarinella quadraticauda
Blarinella quadraticauda là một loài động vật có vú trong họ Chuột chù, bộ Soricomorpha. Loài này được Milne-Edwards mô tả năm 1872.